# 萬達利亞 (伊利諾伊州)
萬達利亞（英語：Vandalia）是一個位於美國伊利諾伊州費耶特縣的城市。根據2010年美國人口普查，該地共人口7042人，而該地的面積約為21.15平方千米。同時該地也是費耶特縣的縣治。 万达利亚在1819-1839年间是伊利诺伊州的州府，后州府迁到斯普林菲尔德，但位于万达利亚的第一代州府大楼却保留下来，现在作为博物馆对公众开放。
因为历史原因和地理原因，美国建国前后欧洲殖民者在中西部的活动以密西西比河流域为中心。由于伊利诺伊州南部临近密西西比河和俄亥俄河交汇处，殖民者最早的殖民活动集中于此。到1818年伊利诺伊州建立时，其北部地区还是人烟稀少的荒原，但万达利亚所在的南部已经有不少定居点和贸易站。因此州政府把政府驻地定为南部地区的中心的万达利亚。但到了1838年，州北部也得到大量开发，而且因为临近五大湖水系而更有发展潜力，州政府于1839年决定将州府迁到位于地理位置为伊州几何中心的斯普林菲尔德。
丧失州府地位后，万达利亚的发展逐渐动力不足。这里不靠近大城市或主要通航河流，也不靠近大城市之间的主要交通线，对商业活动和工业活动缺乏吸引力，但这里依旧成为伊州南部为数不多的中心市镇之一。

## 地理
萬達利亞的座標為38°58′05″N 89°06′07″W / 38.96806°N 89.10194°W，而該地的平均海拔高度為152米（即499英尺）。